# Pordic (comuna delegada)
Pordic (en bretón Porzhig) era una comuna francesa situada en el departamento de Bretaña, de la región de Costas de Armor, que el uno de enero de 2016 pasó a ser una comuna delegada de la comuna nueva de Pordic al fusionarse con la comuna de Tréméloir.

## Demografía
| Gráfica de evolución demográfica de Pordic entre 1800 y 2013 |
|                                                              |

Los datos demográficos contemplados en este gráfico de la comuna de Pordic se han cogido de 1800 a 1999 de la página francesa EHESS/Cassini, y los demás datos de la página del INSEE.